# プリティーオールフレンズセレクション
『プリティーオールフレンズセレクション』は、タカラトミーとシンソフィアが共同開発したアーケードゲーム『プリティーシリーズ』を原作とする日本のテレビアニメ。2021年6月6日から9月19日までテレビ東京系列他で放送された。
『ワッチャプリマジ!』開始に向けて過去作品を振り返るため、『プリティーリズム』シリーズ、『プリパラ』シリーズ、『キラッとプリ☆チャン』の3作品の傑作選を放送。

## 概要
『キラッとプリ☆チャン』の主人公・桃山みらい（声 - 林鼓子）と、マスコットのキラッCHU（声 - 山下七海）がナビゲーターとなって、これまでの『プリティーシリーズ』のアイドルやスタァたち（プリティーオールフレンズ）の活躍を振り返る内容で放送された。
番組の最後にはプリティーシリーズ10周年企画「NEXT声優アーティストオーディション」の模様や新シリーズ『ワッチャプリマジ!』の情報が公開された。これらのコーナーの放送時間は再放送されるエピソードによって異なっていた。
放送終了後は単発の特別番組『「ワッチャプリマジ!」スタート直前! 大予習スペシャル』を挟んで新シリーズ『ワッチャプリマジ!』がスタートし、2022年10月9日まで放送された。

## スタッフ
- 原作 - タカラトミーアーツ・シンソフィア[1]
- アニメーション制作 - タツノコプロ・DONGWOO A&E[1]

## 各話リスト
| 話数   | テーマ                            | 紹介エピソード                                                                  | 放送日        |
| ------ | --------------------------------- | ------------------------------------------------------------------------------- | ------------- |
| 第1話  | わからなかったらやってみよう!     | キラッとプリ☆チャン 第1話「キラッとプリ☆チャンやってみた!」                     | 2021年 6月6日 |
| 第2話  | みんなはアイドルの歌をまっている! | プリパラ 第1話「アイドル始めちゃいました!」                                     | 6月13日       |
| 第3話  | 夢みることが力になる!             | アイドルタイムプリパラ 第1話「ゆめかわアイドル始めちゃいました!?」              | 6月20日       |
| 第4話  | ステージのトビラは突然ひらく!     | プリティーリズム・オーロラドリーム 第1話「スタア誕生!」                         | 6月27日       |
| 第5話  | 半歩の勇気!                       | キラッとプリ☆チャン 第77話「ナゾのアイドル ついにデビュー!だもん!」             | 7月4日        |
| 第6話  | 未来はわたしのためにある!         | プリティーリズム・ディアマイフューチャー 第1話「ハローマイフューチャー」        | 7月11日       |
| 第7話  | 強い絆にルールは無用!             | プリパラ 第105話「ガァルル、目覚めるでちゅーっ!!」                              | 7月18日       |
| 第8話  | みんなの想いが心をうごかす        | キラッとプリ☆チャン 第46話「みんなの想いを届けてみた!」                         | 7月25日       |
| 第9話  | あなたの夢を思い出して            | アイドルタイムプリパラ 第50話「夢のツバサで飛べマイドリーム!」                  | 8月1日        |
| 第10話 | 夢は大きく!                       | プリティーリズム・レインボーライブ 第1話「私はなる!店長にな～る!」              | 8月8日        |
| 第11話 | 涙の友情                          | プリティーリズム・オーロラドリーム 第21話「嵐のサマークイーンカップ」           | 8月15日       |
| 第12話 | 雨のあとに虹がでる                | プリティーリズム・レインボーライブ 第26話「虹を呼ぶハッピーレイン」             | 8月22日       |
| 第13話 | 友達ってなんだろう？              | プリティーリズム・ディアマイフューチャー 第46話「センター争奪!ライバルは友達?」 | 8月29日       |
| 第14話 | 秘めた決意                        | プリティーリズム・レインボーライブ 第43話「天使の決意」                         | 9月5日        |
| 第15話 | 私の憧れ、みんなの憧れ            | プリティーリズム・オーロラドリーム 第50話「新プリズムクイーン誕生! 」           | 9月12日       |
| 第16話 | こころの煌めき                    | プリティーリズム・レインボーライブ 第50話「煌めきはあなたのそばに」             | 9月19日       |

## 放送局
| 放送期間                | 放送時間           | 放送局                                                 | 対象地域 | 備考     |
| ----------------------- | ------------------ | ------------------------------------------------------ | -------- | -------- |
| 2021年6月6日 - 9月19日  | 日曜 10:00 - 10:30 | テレビ東京（製作局）をはじめとする テレビ東京系列全6局 | 日本国内 | 字幕放送 |
| 2021年6月13日 - 9月26日 | 日曜 5:30 - 6:00   | テレビ新広島                                           | 広島県   | [ 3 ]    |
|                         | 日曜 6:30 - 7:00   | 仙台放送                                               | 宮城県   | [ 4 ]    |

| 配信期間               | 配信時間           | 配信サイト         | 備考   |
| ---------------------- | ------------------ | ------------------ | ------ |
| 2021年6月7日 - 9月20日 | 月曜 17:00 更新    | ニコニコチャンネル | [ 5 ]  |
|                        |                    | GYAO!              | [ 6 ]  |
|                        |                    | dアニメストア      | [ 7 ]  |
|                        |                    | Rakuten TV         | [ 8 ]  |
|                        |                    | DMM動画            | [ 9 ]  |
|                        |                    | dTV                | [ 10 ] |
|                        |                    | ビデオマーケット   | [ 11 ] |
|                        | 月曜 21:30 - 22:00 | ニコニコ生放送     | [ 5 ]  |